# STV 라디오
STV라디오는 1962년 12월 15일 삿포로TV방송의 중파라디오 방송국으로서 개국했다.
2005년 10월 1일 삿포로 TV 방송에서 분사했다.

## 개요
- 홋카이도의 유일한 AM라디오 단일 방송국이다.
- 1996년 10월부터 AM 스테레오 방송을 실시했었으나 2010년 3월 28일을 기해 종료했다.
- 2016년 10월 17일 홋카이도 방송와 동시에 삿포로 방송국 FM 보완중계국을 개국했다.

## 주파수

### 삿포로 방송국, 도마코마이·무로란 방송국(JOWF)
방송 에리어：이시카리 지청전역·소라치 지청 중부와 남부·시리베시 지청전역·이부리 지청전역·히다카 지청전역
| 방송국·중계국         | 주파수  | 출력 | 비고                                                         |
| --------------------- | ------- | ---- | ------------------------------------------------------------ |
| 삿포로 방송국         | 1440kHz | 50kw | 도마코마이·무로란 방송국과 동일 주파수 방송을 실시하고 있다. |
| 삿포로 FM 보완 중계국 | 90.4MHz | 5kw  |                                                              |
| 무로란 방송국         | 1440kHz | 3kw  | 1995년 출력을 1kw에서 3kw로 증력.                            |
| 도마코마이 방송국     | 1440kHz | 1kw  | 아오모리현 일부 지방에서는 낮에도 수신가능                   |

### 아사히카와 방송국(JOWL)
방송 에리어：소라치 지청북부·가미카와 지청전역·루모이 지청전역·소야 지청전역
| 방송국·중계국     | 주파수  | 출력 | 비고                                |
| ----------------- | ------- | ---- | ----------------------------------- |
| 아사히카와 방송국 | 1197kHz | 3kW  | 1995년 1kW에서 3kW로 출력을 높였다. |
| 나요로 중계국     | 1197kHz | 1kW  |                                     |
| 루모이 중계국     | 1197kHz | 100W |                                     |
| 엔베쯔 중계국     | 1197kHz | 1kW  |                                     |
| 왓카나이 중계국   | 1197kHz | 1kW  |                                     |

### 하코다테 방송국(JOWN)
방송 에리어：오시마 지청전역·히야마 지청전역
주파수는 개국 당초에 1557 kHz(1978년 11월 22일까지는 1550 kHz)였고, 그 후 1197kHz로 변경했다가 1995년 현재의 639kHz로 변경했다.
| 방송국·중계국   | 주파수 | 출력 | 비고                                |
| --------------- | ------ | ---- | ----------------------------------- |
| 하코다테 방송국 | 639kHz | 5kW  | 1995년 출력을 1Kw에서 3Kw로 높였다. |
| 에사시 중계국   | 882kHz | 1kw  |                                     |
| 기야히 중계국   | 882kHz | 100w |                                     |

### 오비히로 방송국(JOWM)
방송 에리어：도카치 지청전역
개국 당초 주파수는 1485kHz로, 그 후 1530kHz로 변경했다가, 1995년에 현재의 1071kHz로 변경.
| 방송국·중계국   | 주파수  | 출력 | 비고                                |
| --------------- | ------- | ---- | ----------------------------------- |
| 오비히로 방송국 | 1071kHz | 5kW  | 1995년 출력을 1Kw에서 5Kw로 높였다. |

### 기타미 방송국(JOVX)
방송 에리어：아바시리 지청전역
개국당시 주파수는 1062kHz였고, 그 후 936kHz로 변경했다가 1995년에 현재의 909 kHz로 변경.
라디오·텔레비전 분사화에 의해 일본 중파라디오방송국에서는 유일하게 콜사인 끝에 「X」가 붙는 방송국이 되었다.
| 방송국·중계국   | 주파수  | 출력 | 비고                                |
| --------------- | ------- | ---- | ----------------------------------- |
| 아바시리 방송국 | 909kHz  | 5kW  | 1995년 출력을 1Kw에서 5Kw로 높였다. |
| 기타미 방송국   | 1485kHz | 100W | JOYS라는 콜사인이 있다.             |
| 엔가루 중계국   | 909kHz  | 100w |                                     |

### 구시로 방송국(JOWS)
방송 에리어：구시로 지청전역·네무로 지청전역
개국 당시 주파수는 1440kHz였으며 그 후 918kHz로 변경했다가 1995년에 현재의 882 kHz로 변경.
| 방송국·중계국 | 주파수  | 출력 | 비고                                |
| ------------- | ------- | ---- | ----------------------------------- |
| 구시로 방송국 | 882kHz  | 3kw  | 1995년 출력을 1Kw에서 3Kw로 높였다. |
| 네무로 방송국 | 1062kHz | 100W | JOXS라는 콜사인이 있다.             |